# Delfina Bunge
Delfina Bunge (Buenos Aires, 24 dicembre 1881 – Alta Gracia, 30 marzo 1952) è stata una scrittrice, poetessa e saggista argentina.
Insieme al marito Manuel Gálvez, faceva parte della lista degli intellettuali che sostenevano il peronismo.

## Biografia
Delfina era figlia di Raimundo Octavio Bunge, ex giudice della Corte Suprema dell'Argentina e María Luisa Justa Rufina de Arteaga. Aveva tre fratelli: Carlos Octavio Bunge, pubblicista, sociologo e storico, Augusto Bunge e Alejandro Bunge, che erano coinvolti negli affari. Aveva anche una sorella, Julia Bunge de Uranga. Ha studiato nel Colegio del Sagrado Corazón.
Nel 1910 Bunge sposò Manuel Gálvez e tre anni dopo ebbero una figlia, Delfina Gálvez Bunge. Alcuni dei suoi primi versi, pubblicati su riviste e giornali, furono in lingua francese. Il suo primo volume di poesie, Simplement, venne pubblicato a Parigi nel 1911. Nel 1933, in collaborazione con la sorella Julia, Bunge pubblicò El arca de Noé e nel 1918 pubblicò a Buenos Aires un secondo libro di versi in francese, La nouvelle moisson. Più tardi pubblicò Historia y novena de Nuestra Senora de Lourdes.
Durante la seconda guerra mondiale Bunge pubblicò opere antisemite che promuovevano cospirazioni secondo cui gli ebrei cercavano di indebolire la società cristiana.
Morì in Alta Gracia nel 1952. Apparve su un francobollo argentino nel 1983.